# Anematichthys armatus
Cá cóc gai hay cá cầy (Danh pháp khoa học: Anematichthys armatus, đồng nghĩa: Cyclocheilichthys armatus) là một loài cá thuộc chi Anematichthys trong họ cá chép.

## Đặc điểm
Thân cá dài, dẹp bên, đầu khá to, mõm tù, miệng nhỏ ở mút mõm, mắt to, có một đối râu hàm trên ngắn. Vây lưng có khởi điểm trước khởi điểm vây bụng, tia đơn cuối hóa xương và phía sau có răng cưa, vây đuôi phân thùy sâu, vẩy trung bình phủ toàn thân, đường bên thẳng chạy giữa thân.